# Радован Вучковић
Радован Вучковић (Тријебине, 12. новембар 1935 — Београд, 5. јануар 2016) био је српски књижевник, историчар књижевности, универзитетски професор и научни савјетник савјетник Института за књижевност и умјетност у Београду. Професор је Филолошког факултета Универзитета у Бањалуци и члан Академије наука и умјетности Републике Српске.

## Биографија
Рођен је 1935. у Тријебинама код Сјенице. До 1992. је радио као професор на Филозофском факултету у Сарајеву, након чега напушта Сарајево. Радио је као професор на Филозофском факултету Универзитета у Српском Сарајеву, Председник је Управног одбора Задужбине „Иво Андрић“. Члан је Одбора за проучавање историје књижевности Српске академије наука и умјетности. Био је уредник часописа „Радови Филозофског факултета“ у издању Филозофског факултета Универзитета у Српском Сарајеву. Редовни члан Академије наука и умјетности Републике Српске је постао 27. јуна 1997. године. Преминуо је 2016. у Београду.

## Награде
- Награда „Лаза Костић”, за књигу есеја Српска авангардна проза, 2001.
- Награда „Вук Филиповић”, за књигу Андрић: историја и личност, 2002.[1]
- Награда „Ђорђе Јовановић”, за књигу Модерни роман двадесетог века, 2006.

## Одабрана дјела
- Вучковић Радован: Читање градова, (2010)
- Вучковић Радован: Паралеле и укрштања, Матица српска, Нови Сад, (2009)
- Вучковић Радован: Писац, дело, читалац, Службени гласник, Београд, (2008)
- Вучковић Радован: Модерни роман двадесетог века
- Вучковић Радован: Андрић, историчар и личност, Гутембергова галаксија, Београд, (2002)
- Вучковић Радован: Српска авангарна проза, Откровење, Београд, (2000)
- Вучковић Радован: Проблеми, писци и дела, Сарајево, (1974)
- Вучковић Радован: Фолклорна фантастика у српској прози крајем XIX века, Сарајево
- Вучковић Радован: Велика синтеза, Сарајево, (1974)